# They're a Weird Mob
They're a Weird Mob is een Australisch-Britse filmkomedie uit 1966 onder regie van Michael Powell.

## Verhaal
De Italiaan Nino Culotta komt terecht in Australië, omdat hem daar werk als journalist werd beloofd. Bij zijn aankomst loopt niet alles zoals verwacht. Hij moet een andere baan gaan zoeken. Uiteindelijk vindt hij werk, maakt vrienden en wordt verliefd.

## Rolverdeling
| Acteur         | Personage                  |
| -------------- | -------------------------- |
| Walter Chiari  | Nino Culotta               |
| Claire Dunne   | Kay Kelly                  |
| Chips Rafferty | Harry Kelly                |
| Alida Chelli   | Giuliana                   |
| Ed Devereaux   | Joe Kennedy                |
| Slim DeGrey    | Pat                        |
| John Meillon   | Dennis                     |
| Charles Little | Jimmy                      |
| Anne Haddy     | Barmeid                    |
| Jack Allen     | Dikke man in de bar        |
| Red Moore      | Textuurman                 |
| Ray Hartley    | Krantenjongen              |
| Tony Bonner    | Strandmeester              |
| Alan Lander    | Charlie                    |
| Keith Peterson | Dronken man op de veerboot |